# C-234 (Cataluña)
La C-234 es una carretera autonómica perteneciente a la Generalidad de Cataluña que comunica la Autopista de Pau Casals C-32 con la población de Gavá.
Su trazado se inicia en el enlace con la salida 47 de la Autopista de Pau Casals y la carretera B-210 que se dirige a Viladecans, bordea el polígon industrial de Gavá y Barnasud y finaliza en Gavá.